# Kouřmo

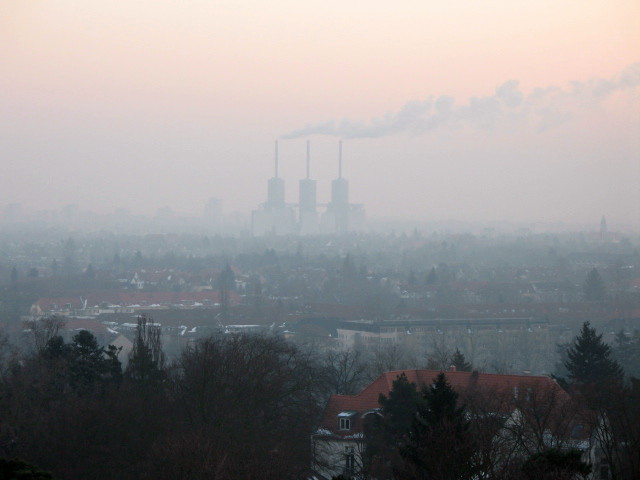
Teplárna za městem

Kouřmo je obdoba mlhy. Jedná se tedy o řídký oblak, který leží bezprostředně nad zemí a omezuje viditelnost na vzdálenost 1–10 km (viditelnost v mlze klesá pod 1 km). Vzniká kondenzací vodní páry v přízemní vrstvě vzduchu.